# Jindřich Hartl
Jindřich Hartl, v zahraničí přijal jméno Dobromil Tvrdovič (30. dubna 1856, Stará Paka – 11. září 1900, Kikinda, Srbsko), byl český varhaník, hudební skladatel a dirigent.

## Život
Jindřich Hartl se narodil v obci Stará Paka v rodině obchodníka Antonína Hatla a jeho ženy Karolíny Brtvové. Po studiích na gymnáziu v Liberci byl přijat na Pražskou varhanickou školu. Po absolvování školy byl varhaníkem v Praze v kostele svatého Františka z Assisi (u křižovníků), v kostele sv. Vojtěcha na Novém Městě a v Konventu u svatých Janů (Křtitele a Evangelisty) v Brně.
Od roku 1878 byl kapelníkem Pištěkovy a Švandovy divadelní společnosti. Vystřídal ještě místa varhaníka a ředitele kůru ve Dvoře Králové nad Labem, v Karlových Varech a ve Velvarech. V letech 1884–1885 byl divadelním kapelníkem v Chebu.
V roce 1890 odešel do srbsky hovořící části jižních Uher. Stal se ředitelem chrámu ve Velké Kikindě a přijal jméno Dobromil Tvrdovič. Byl rovněž sbormistrem pěveckého spolku Gusle.

## Dílo
Jako varhaník a ředitel kůru zkomponoval velké množství chrámové hudby: mše, graduale, ofertoria aj.

### Opery
- Die Bergknappen (Horníci), opera o třech jednáních na německý text Thedora Körnera, komponována roku 1877, neprovedena
- Oslavenec, komická opera o jednom jednání na text Antonína Koukla, komponována roku 1881, premiéra 29. července 1882 v Aréně v Kravíně v Praze
- Natalie, romanticko-komická opera o třech jednáních na text Emanuela Züngla, komponována roku 1885, premiéra 2. června 1887 v Národním divadle v Praze
- Debora, opera o čtyřech jednáních na vlastní text podle hry Salomona Hermanna Mosenthala, komponována roku 1888, nedokončena[2]

### Operety
Údajně asi 10 operet, mezi nimi:
- Záboj a Ludiše, komická opereta o jednom jednání, premiéra 13. června 1890 v Pištěkově lidovém divadle na Královských Vinohradech[2]

### Orchestrální skladby
- Na hřbitově (symfonická báseň, 1873)
- Koncertní ouvertura (1875)
- Blanický rytíř (balada pro baryton a orchestr)

### Komorní hudba
- Smyčcový kvartet A-dur
- Klavírní kvintet (1874)
- Smyčcový kvartet „Národní písně“ (1887)
- Četné skladby pro klavír, housle, varhany, písně a sbory i skladby taneční (mazurky valčíky, polky).